# Celosia spicata
Celosia spicata là loài thực vật có hoa thuộc họ Dền. Loài này được Spreng. mô tả khoa học đầu tiên năm 1824.